# Kerkhof van Mariakerke

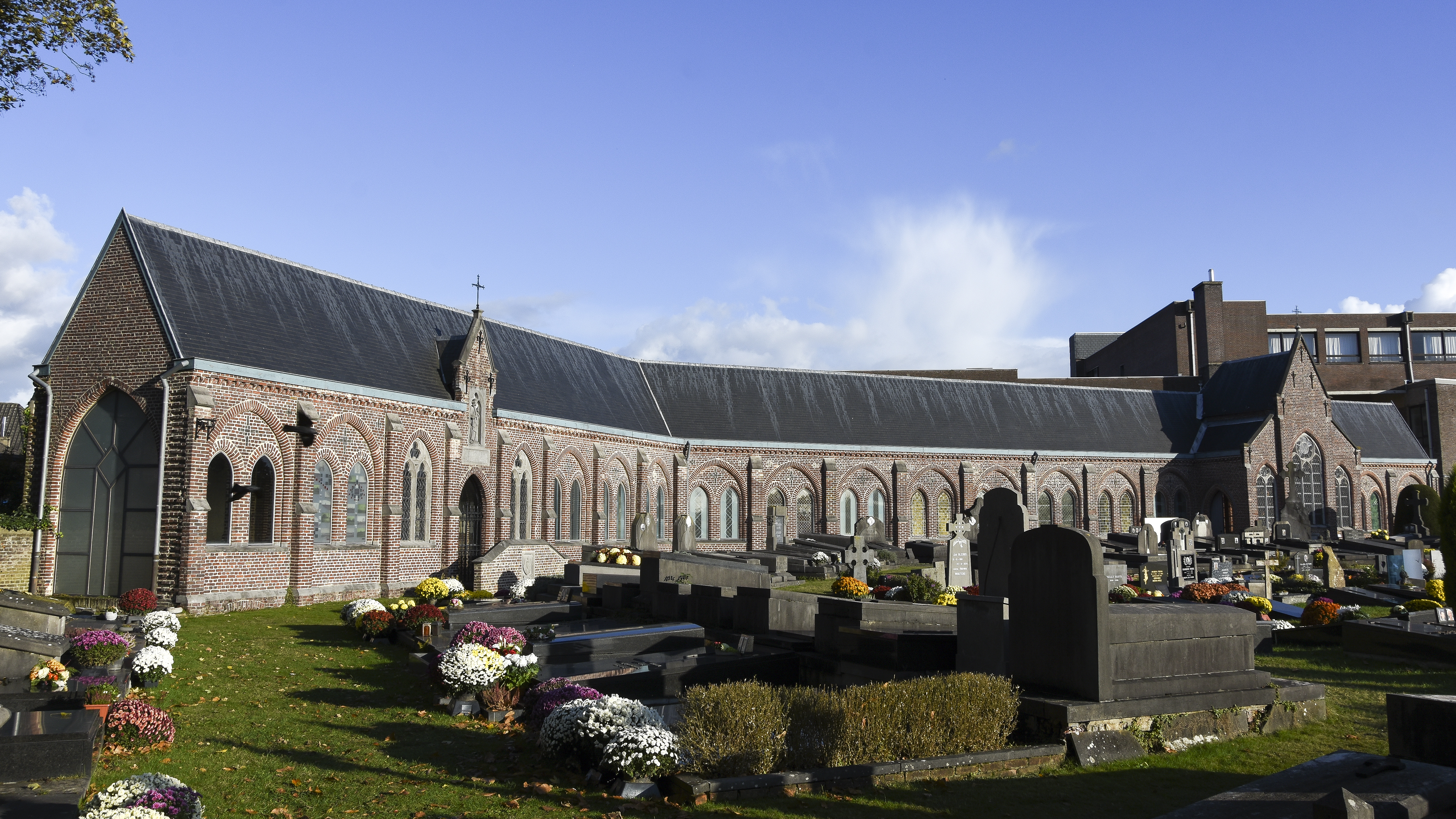
Het kerkhof van Mariakerke met de bisschoppengalerij

Het Kerkhof van Mariakerke is een kerkhof in de Gentse deelgemeente Mariakerke. Het ligt ten zuiden van de Onze-Lieve-Vrouw Geboortekerk en bij zijn aanleg uitsluitend de begraafplaats voor toenmalige klerikalen (katholieken). De Westerbegraafplaats was dan weer de begraafplaats voor toenmalige antiklerikalen (liberalen), ook geuzenkerkhof genoemd.

## Geschiedenis
Het kerkhof van Mariakerke was een onderdeel van de strijd die zich in Gent in de 19e eeuw afspeelde tussen gelovigen en niet-gelovigen en waarbij de klerikalen tegenstander waren van de scheiding van Kerk en Staat en wetgeving conform het pauselijk gezag moest zijn. De liberalen verzetten zich daar tegen en wensten gelijkheid voor alle burgers, zonder verschil van geloofsovertuiging.
Een gedeelte van de klerikalen ging zo ver dat men zelfs met de wapens België wilde omvormen tot een katholieke staat. Ze verenigden zich in een groepering die men het ultramontanisme noemde en Gent was het centrum hiervan. De beweging won aan macht als reactie op het verlies aan wereldlijke invloed van paus Pius IX toen hij in 1860 een groot deel van zijn Kerkelijke Staat verloor tijdens de eenmaking van Italië, het zogenaamde Risorgimento. De ultramontanisten voelden zich gesteund door de pauselijke nuntius en de jezuïeten.
Paus Leo XIII, de opvolger van Pius IX in 1878, pleitte voor een katholieke wetenschapsbeoefening, ook die van de tot dan toe zo gewantrouwde natuurwetenschappen. Mede daarom werd hij gewantrouwd door de ultramontanen en verloren zij hun leiderschap binnen de katholieke kerk.

## De strijd in Gent
Ondanks de aanwezigheid van ultramontanen waren het haast uitsluitend antiklerikale burgemeesters die in de 19e eeuw werden verkozen in Gent. Door de bevolkingsaangroei werd in 1863 beslist om een nieuwe begraafplaats aan te leggen. De situatie werd nog verergerd door het uitbreken van een cholera-epidemie in 1866. Het aanleggen van nieuwe kerkhoven en wie waar mocht of moest begraven worden had al stof doen opwaaien in 1862 in het nationale parlement. Het Gents stadsbestuur had via decreet het kerkhof aan de Brugse Poort laten sluiten en men zou het vervangen door een begraafplaats van ongewijde grond. Het werd in 1873 opengesteld. Het Gents stadsbestuur hield vast aan een wet die uit de Franse Revolutie dateerde en waarbij het decreet van het jaar XII bepaalde dat een begraafplaats open was voor iedereen. Een jood, katholiek en protestant moesten naast elkaar kunnen worden begraven. De bisschop van Gent bij name van bisschop Hendrik Frans Bracq verzette zich hier fel tegen, weigerde individuele graven te wijden en eiste een voorbehouden deel voor katholieken.
Ondanks meerdere contacten veranderde er niets aan de standpunten van de bisschop en het stadsbestuur. Een herderlijk schrijven dat op zondag 28 december 1872 in alle kerken werd voorgelezen bracht nog meer tweespalt. Daarin weigerde de kerk elke begeleiding aan wie zich in de ongewijde grond van het geuzenkerkhof liet begraven. Katholieke Gentenaars kozen er dan ook voor om in Mariakerke te worden begraven. Daar had men een deel voor hen open gesteld. In de eerste tien jaar overleden 20.848 mensen waarvan 76 % in Mariakerke werden begraven. De rest waren vooral kinderen en ongedoopte pasgeborenen die toen toch in ongewijde grond terecht kwamen. 700 volwassen kozen voor de Westerbegraafplaats waaronder overtuigde liberalen en later de socialisten. Als men overleed in een gesticht van de Openbare Onderstand of bediende van het stadsbestuur werd men ook daar ter aarde besteld.
Bisschop Bracq liet het oude kerkhof van Mariakerke uitbreiden. Hij vond inspiratie bij het Italiaanse Campo Santo en vroeg op de constructie van een galerij voor het plaatsen van een kruisweg. De galerij bestemde men om de meest prominente katholieken waaronder de bisschoppen, de leden van het Sint-Baafskapittel, leden van kloosterorden en andere voorname personen hun laatste rustplaats te geven. Architect Jean-Baptiste Bethune kreeg de opdracht om de galerij te ontwerpen. Men ommuurde de gewijde grond waarbij het westelijk gedeelte, het ereplein en de grafkelders onder de kerk voorbehouden bleven voor de parochianen van Mariakerke. De bisschoppen Bracq, Antoon Stillemans, Eugène Van Rechem, Emiel Jan Seghers, en Honoré Jozef Coppieters begroef men in de bisschoppengalerij.
De onderlinge afkeer tussen klerikalen en anderen ging zo ver dat rouwstoeten op weg naar de Westerbegraafplaats en via de Brugse Poort moesten, daar dikwijls met huisvuil of met stenen door de bewoners werden bekogeld.

## De ommekeer
De Eerste Wereldoorlog bracht, zoals ook hier, een aantal sociale veranderingen teweeg. Op de Westerbegraafplaats werden soldaten begraven en het bisdom vond dat zij die voor het vaderland waren gevallen in gewijde grond moesten worden begraven. Hun graven werden afzonderlijk gewijd en zo kwam een einde aan het conflict.
Op 24 maart 1959 werden de bisschoppen (na zeven jaar onderhandelen van de toenmalige hulpbisschop Leo De Kesel) overgebracht naar de crypte van de Sint-Baafskathedraal ondanks het verzet van de inwoners van Mariakerke.

## Oud-strijders
In de westelijke hoek van het kerkhof ligt een perk waarin 181 oud-strijders uit de beide wereldoorlogen begraven liggen. Zij hebben een eenvormige grafzerk.

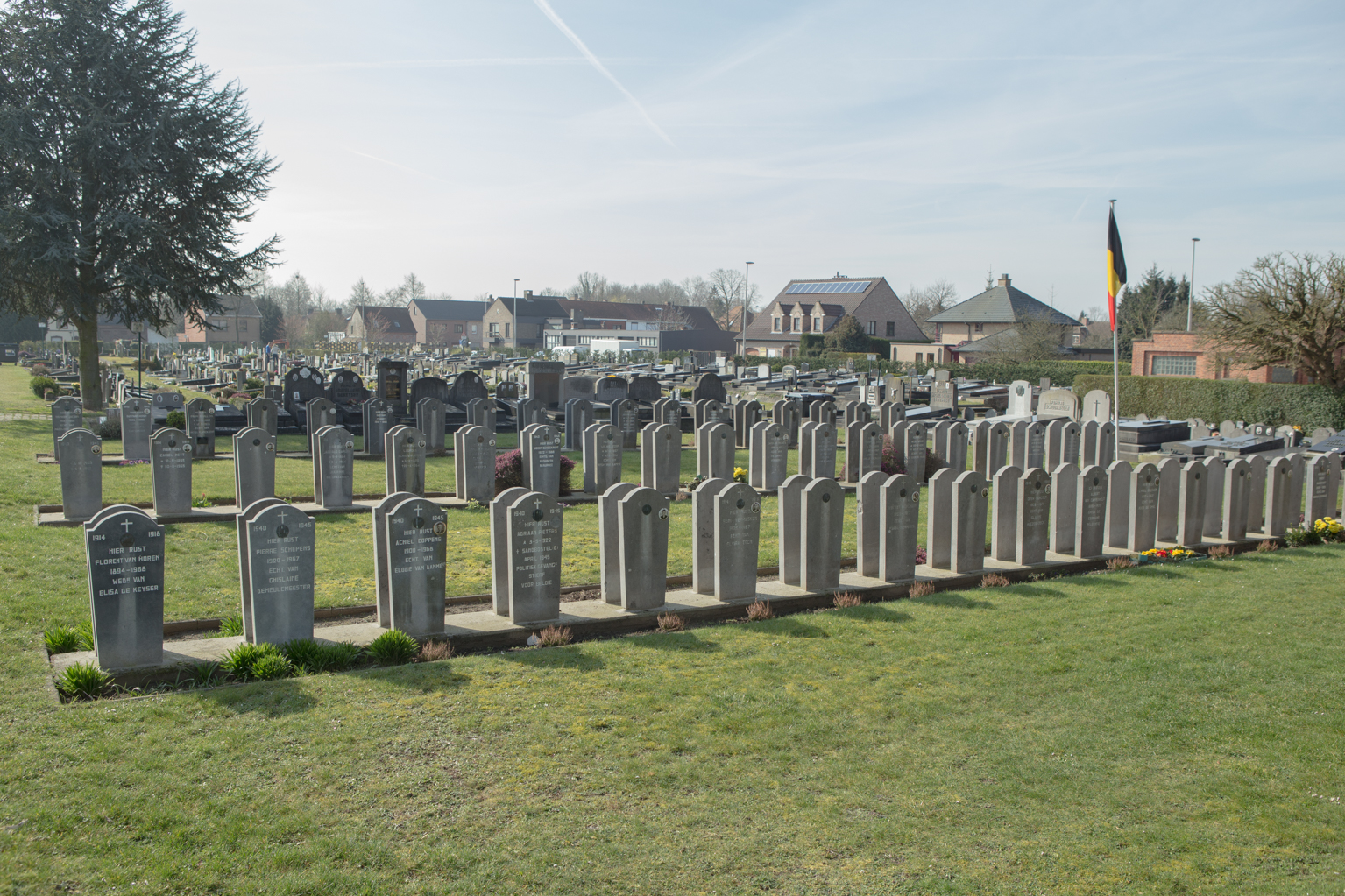
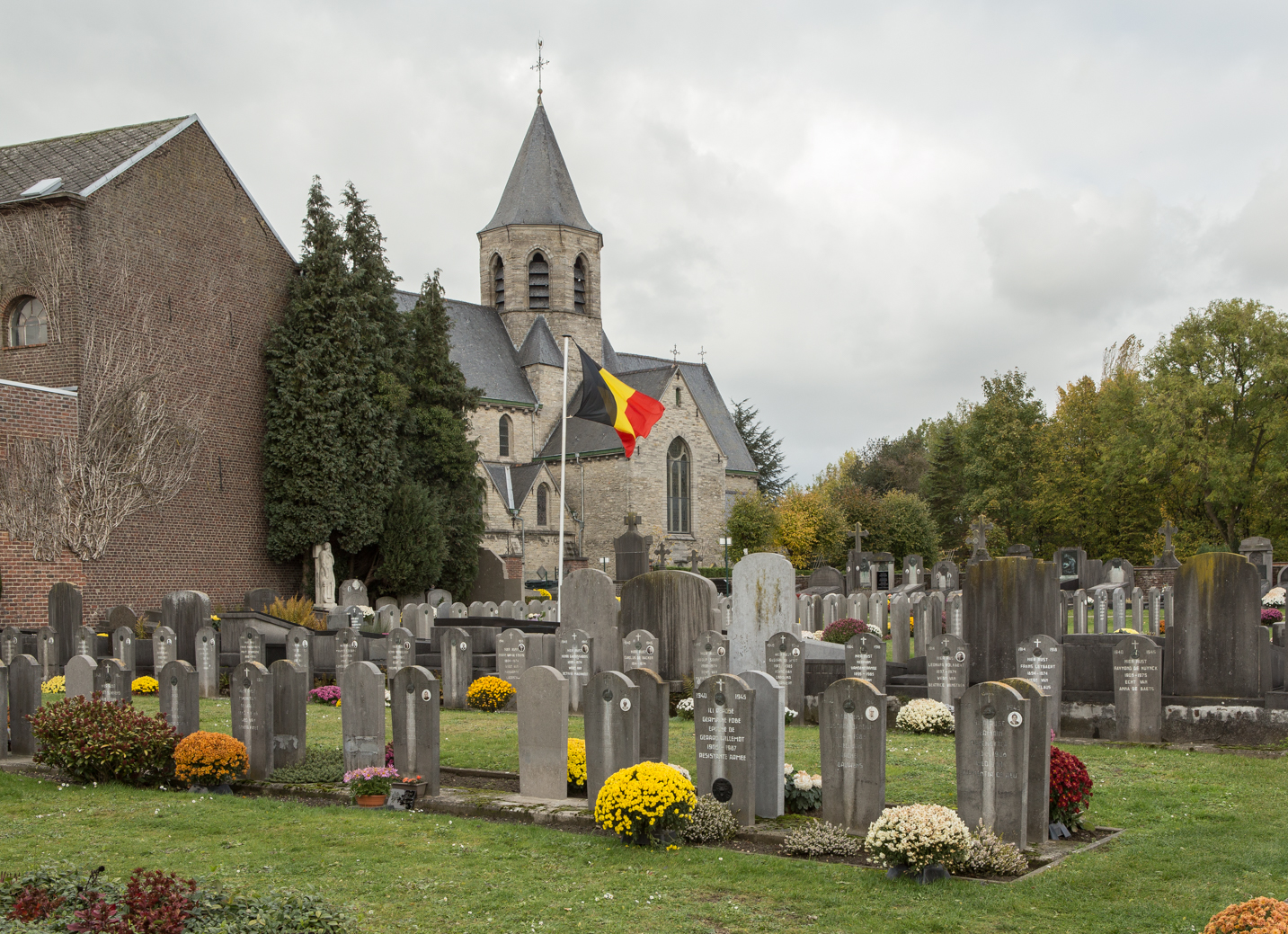

## Graven van beroemde personen
- Gilbert Temmerman, oud burgemeester Gent

## Galerij
De galerij is een beschermd monument sedert 1996.

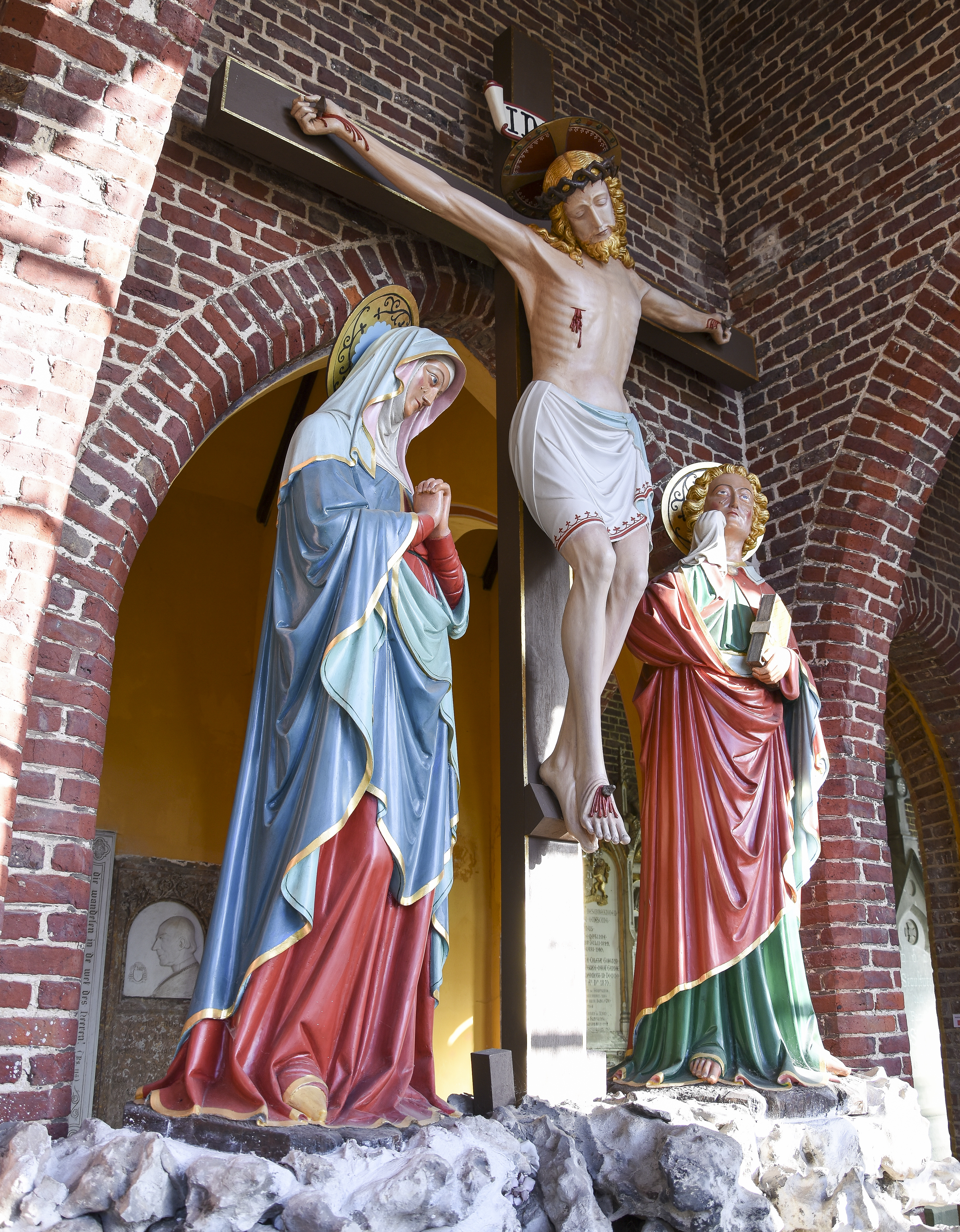
Interieur van de bisschoppengalerij
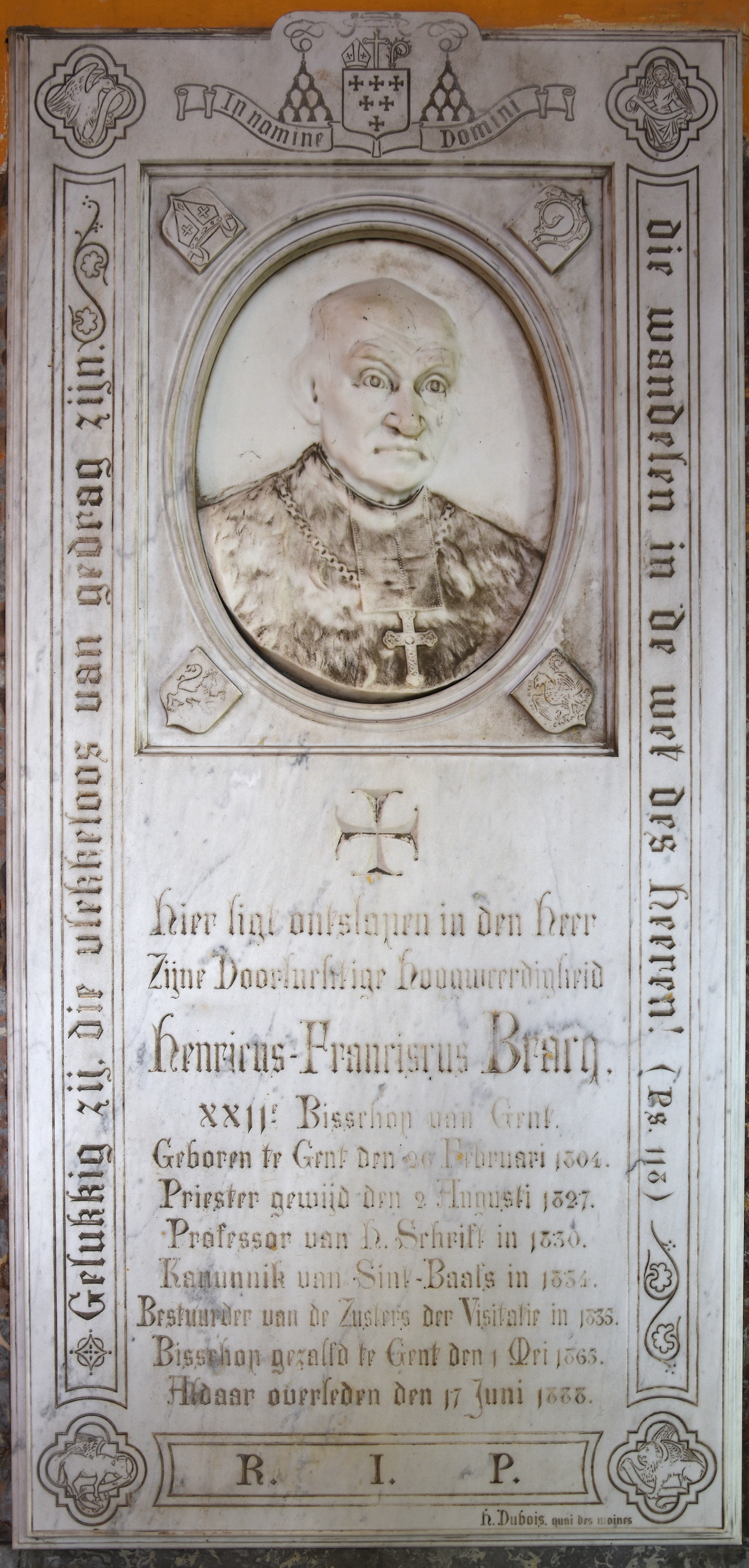
Grafsteen van Hendrik Frans Bracq in de bisschoppengalerij van het kerkhof
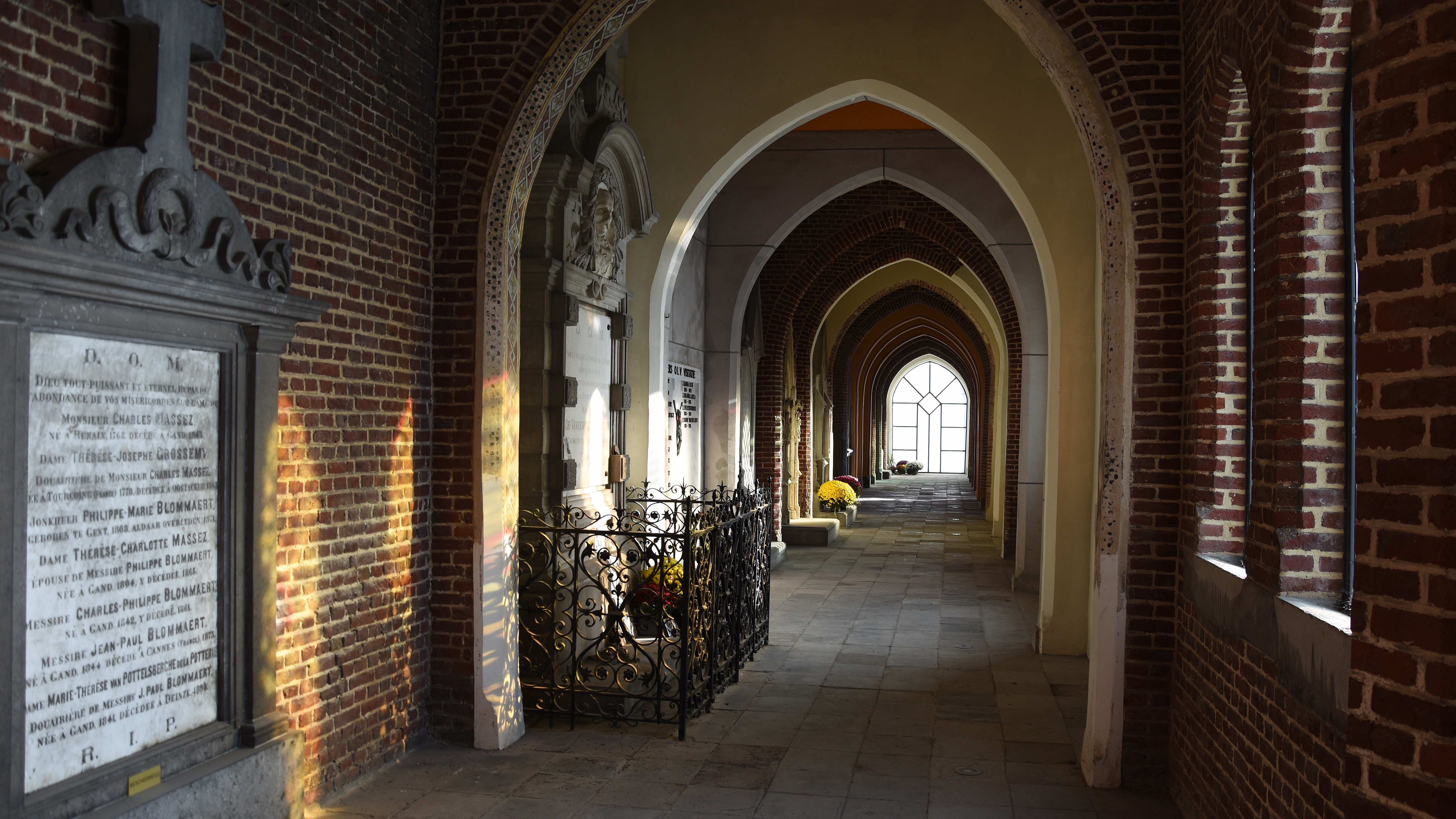
Interieur van de bisschoppengalerij